# Owen Ellington
Owen Lloyd Ellington (* 27. Juli 1962 in Glengoffe, Saint Catherine Parish) ist ein pensionierter jamaikanischer Polizeibeamter. Er war von 2010 bis 2014 Polizeichef (Police Commissioner) der Jamaica Constabulary Force (JCF).

## Leben
Ellington besuchte die Glengoffe High School. Sein Studium im Fach Human Resource Management an der University of Technology Jamaika schloss er mit dem Bachelor of Science ab, die Studiengänge Nationale Sicherheit und Strategische Studien an der University of the West Indies mit dem Master of Science. Hinzu kommen Zertifikate ausländischer Hochschulen.
Am 1. August 1980 trat er in den Polizeidienst ein. Am 5. April 2006 wurde er zum Assistant Commissioner, am 11. August 2008 zum Deputy Commissioner befördert. Nach der Amtsenthebung seines Vorgängers Hardley Lewin durch Premierminister Bruce Golding wurde er am 7. November 2009 kommissarisch in das Amt des Police Commissioners berufen und ein Jahr später im April offiziell auf den Dienstposten als oberster Polizeibeamter Jamaikas befördert.
Zu Beginn seiner Amtszeit fielen im Mai 2010 die tagelangen Kämpfe der nationalen Sicherheitskräfte mit Anhängern Christopher „Dudus“ Cokes, dem Anführer der Shower Posse, die dessen Auslieferung an die Vereinigten Staaten verhindern wollten. Premierminister Bruce Golding rief damals den Ausnahmezustand in Teilen von Kingston und dem angrenzenden Bezirk Saint Andrew Parish aus. Das US-Außenministerium warnte vor Reisen nach Kingston und Umgebung.
Am 4. Juni 2012 wurde offiziell die Major Organized Crime and Anti-Corruption Task Force (MOCA) aufgestellt. Im November 2013 warf ihm die Menschenrechtsorganisation Jamaicans for Justice ein Versagen in der Bekämpfung von Mordverbrechen vor, ferner dass unter seiner Führung die Anzahl fataler Schusswaffeneinsätze durch Polizeikräfte die höchste war, und forderte seinen Rücktritt. Im Januar 2014 äußerten ein ehemaliger und ein aktiver Polizeibeamter, dass höhere Polizeibeamte der Jamaica Constabulary Force Morde in Auftrag gäben. Im Mai 2014 wurde die Island Special Constabulary Force (ISCF) in die Jamaica Constabulary Force integriert. Mehrere hundert Beamte wurden wegen unethischen Verhaltens entlassen.
Im Juli 2014 trat Ellington von seinem Amt als Polizeichef zurück. Er ist verheiratet mit Shirley Ellington und Vater von fünf Kindern.

## Auszeichnungen
- 2009: Commander des Order of Distinction (CD)[5]